# Copris nepos
Copris nepos är en skalbaggsart som beskrevs av Gillet 1908. Copris nepos ingår i släktet Copris och familjen bladhorningar. Inga underarter finns listade i Catalogue of Life.